# 5073 Junttura
5073 Junttura este un asteroid din centura principală de asteroizi.

## Descriere
5073 Junttura este un asteroid din centura principală de asteroizi. A fost descoperit pe 3 martie 1943 la Turku de Yrjö Väisälä. El prezintă o orbită caracterizată de o semiaxă mare de 2,23 ua, o excentricitate de 0,10 și o înclinație de 6,6° în raport cu ecliptica.